# José Luis Pérez-Payá
José Luis Pérez-Payá (Alcoy, 2 marzo 1928 – Madrid, 12 agosto 2022) è stato un calciatore spagnolo, di ruolo attaccante.
È stato presidente della Federazione calcistica della Spagna dal 1970 al 1975.

## Carriera
In attività giocava come attaccante. Nell'Atlético vinse una Liga e una Coppa Eva Duarte. Nel Real Madrid vinse tre campionati, due Coppe dei Campioni e due Coppe Latine. Dal 1954 al 2020 è stato l'unico calciatore ad aver vinto il campionato con le due maggiori squadre di Madrid, prima di essere eguagliato da Thibaut Courtois.

## Palmarès

### Competizioni nazionali
- Campionato spagnolo: 3

Atletico Madrid: 1950-1951
Real Madrid: 1954-1955, 1956-1957
- Coppa Eva Duarte: 1

Atletico Madrid: 1951

### Competizioni internazionali
- Coppa Latina: 2

Real Madrid: 1955, 1957
- Coppa dei Campioni: 2

Real Madrid: 1955-56, 1956-57
- Pequeña Copa del Mundo: 1

Real Madrid: 1956